# One Night Only (álbum de Ronnie Von)

Capa do álbum "One Night Only" de Ronnie Von produzido pelo Studio 8 Records

One Night Only é o 18.⁰ álbum do cantor, compositor e apresentador brasileiro Ronnie Von. Foi lançado em 12 de fevereiro de 2019 pela gravadora Studio 8 Records. Produzido por Rubens Azevedo, Demetre Georguleas e Donny Silva, e gravado em meados de 2018, o álbum foi um dos primeiros da sua carreira a ser gravado ao vivo e em um único take.
O álbum também é o primeiro disco da carreira do cantor a ter repertório contendo somente standards do jazz. Clássicos como "Georgia On My Mind" - sua música preferida -, "You Don't Know Me", "Night and Day" ganharam versões acústicas com arranjo do maestro pianista Bruno Alves, acompanhado pelo baixista Ximba Uchyama, e do baterista Douglas Las Casas. Ronnie Von contou tambem com a participação das cantoras Alba Santos, Jammah e do trombonista Joabe Reis.

## Faixas
1. Georgia On My Mind - (Hoagy Carmichael / Stuart Gorrell)
2. You Don't Know Me - (Cindy Walker & Eddy Arnold)
3. Night and Day - (Cole Porter)
4. Smoke Gets In your Eyes - (Otto Harbach / Jerome Kern)
5. I Remember You - ( Victor Schertzinger / Johnny Mercer)
6. In My Life - (Lennon & McCartney)
7. For Sentimental Reasons - (William Best / Deek Watson)
8. Fly Me to the Moon - (Bart Howard)
9. When I Fall In Love - (Victor Young / Edward Heyman)
10. At Last - (Harry Warren / Mack Gordon)
11. Because Of You - (Arthur Hammerstein / Dudley Wilkinson)
12. The Way You Look Tonight (Dorothy Fields / Jerome Kern)
13. It Had To Be You (Isham Jones / Gus Kahn)
14. You've Got To Hide Your Love Away (Lennon & McCartney)
15. Girl/Meu Bem - (Lennon & McCartney e Ronnie Von)

## Singles
- Fly Me to the Moon foi o único single lançado. Atendendo a um pedido das rádios, essa versão é mais curta (radio edit), e foi incluída no disco para plataformas digitais como faixa bônus.

## Banda
- Bruno Alves - Piano & Arranjos
- Xymba Uchyama - Baixo Acústico
- Douglas Las Casas - Bateria
- Alba Santos - Voz (Participação nas faixas 7 e 8)
- Jammah - Voz (Participação na faixa 10)
- Joabe Reis - Trombone (participação nas faixas 12 e 13)

## Produção
- Hanilton Micca - Tec. Som
- Paulo Farat  - Segundo Tec. Som
- Ronaldo Tavares - Assistente de som
- Vicente Grecco - Luz e fotografia
- Renato Neli - Mixagem e Masterização
- Gisele Martins - Design de capa
- Demetre Georguleas - Produtor
- Rubens Azevedo - Produtor
- Donny Silva - Produtor